# DN Galan 2017
Bauhaus-Galan 2017 byl lehkoatletický mítink, který se konal 18. července 2016 ve švédském městě Stockholm. Byl součástí série mítinků Diamantová liga. 

## Výsledky

### Muži
| Disciplína             | 1. místo                    | 2. místo                     | 3. místo                       |
| Běh na 100 m           | Andre De Grasse 9,69        | Ben-Youssef Meïté 9,84       | Ryan Shields 9,89              |
| Běh na 400 m           | Steven Gardiner 44,58       | Baboloki Thebe 44,99         | Kévin Borlée 45,47             |
| Běh na 1500 m          | Timothy Cheruiyot 3:30,77   | Alsadik Mikhou 3:31,49       | Aman Wote 3:31,63              |
| Běh na 110 m překážek  | Orlando Ortega 13,09        | Sergej Šubenkov 13,10        | Shane Brathwaite 13,25         |
| Běh na 400 m překážek  | Karsten Warholm 48,82       | Rasmus Mägi 49,16            | Yasmani Copello 49,18          |
| Běh na 3000 m překážek | Soufiane El Bakkali 8:15,01 | Yemane Haileselassie 8:18,29 | Nicholas Kiptanui Bett 8:21,98 |
| Skok daleký            | Luvo Manyonga 836 cm        | Rushwal Samaai 829 cm        | Radek Juška 809 cm             |
| Hod diskem             | Fedrick Dacres 68,36 m      | Daniel Ståhl 68,13 m         | Andrius Gudžius 67,29 m        |

### Ženy
| Disciplína   | 1. místo                      | 2. místo                     | 3. místo                  |
| Běh na 200 m | Murielle Ahouréová 22,68      | Crystal Emmanuelová 22,69    | Rebekka Haaseová 22,76    |
| Běh na 800 m | Francine Niyonsabaová 1:59,11 | Lovisa Lindhová 1:59,41      | Selina Büchelová 1:59,66  |
| Skok o tyči  | Nicole Büchlerová 465 cm      | Angelica Bengtssonová 465 cm | Robeilys Peinadová 465 cm |
| Skok vysoký  | Marija Lasickeneová 200 cm    | Kamila Lićwinková 197 cm     | Sofie Skoogová 194 cm     |
| Hod diskem   | Yaime Pérezová 67,92 m        | Sandra Perkovićová 67,75 m   | Nadine Müllerová 65,74 m  |